# Kuronezumia leonis
Kuronezumia leonis är en fiskart som först beskrevs av Barnard 1925.  Kuronezumia leonis ingår i släktet Kuronezumia och familjen skolästfiskar. Inga underarter finns listade i Catalogue of Life.